# Penstemon albomarginatus
Penstemon albomarginatus är en grobladsväxtart som beskrevs av Marcus Eugene Jones. Penstemon albomarginatus ingår i släktet penstemoner, och familjen grobladsväxter. Inga underarter finns listade i Catalogue of Life.